# Tom Starke
Tom Starke (Dresda, 18 marzo 1981) è un allenatore di calcio ed ex calciatore tedesco, di ruolo portiere, preparatore dei portieri della formazione Under-19 del Bayern Monaco.

## Carriera
Il 16 maggio 2012 Starke firmò un contratto col Bayern Monaco fino a giugno 2015.
Il 6 aprile 2013 vince la sua prima Bundesliga (il ventitreesimo titolo dei bavaresi) con sei giornate di anticipo rispetto alla fine del campionato. Il 25 maggio 2013 vince per la prima volta la Champions League, grazie alla vittoria per 2-1 nella finale contro il Borussia Dortmund.
Il 1º giugno 2013 vince anche la sua prima Coppa di Germania, ottenendo il treble con la compagine bavarese.
La stagione 2013-2014 si apre con la vittoria il 30 agosto 2013 della Supercoppa UEFA, ottenuta sconfiggendo ai rigori in finale la compagine londinese del Chelsea, dopo che i tempi supplementari si erano conclusi sul 2-2. Nel corso dell'annata la squadra bavarese conquistò altri tre titoli, la Coppa del mondo per club, la Bundesliga e la Coppa di Germania.
Il 26 aprile 2015 vinse il terzo campionato di fila con il Bayern.
Il 6 maggio 2017 tornò a giocare una partita col Bayern (a quasi 3 anni di distanza dall'ultima volta, che fu il 29 marzo 2014) in quanto nel tempo, passò dall'essere il secondo all'essere il terzo portiere dei bavaresi, stando dietro a Neuer e Pepe Reina prima e dietro allo stesso Neuer e Sven Ulreich dopo. Giocò nella vittoria interna per 1-0 del Bayern Monaco contro il Darmstadt, in cui si rende protagonista in positivo disputando una grande partita e parando un rigore ad Hamit Altıntop (tra l'altro ex della partita in quanto militò nel Bayern dal 2007 al 2011), risultando così decisivo per la vittoria di misura dei bavaresi.
Viste le defezioni di Neuer e di Ulreich per infortunio, Starke continua a difendere la porta del Bayern Monaco anche nell'estate 2017, durante le amichevoli precampionato, alternandosi con il giovane Christian Früchtl.
Il 21 settembre 2017, complice l'infortunio di Neuer e la convocazione di Christian Früchtl con la nazionale tedesca Under 17 per i mondiali di categoria in India, Ancelotti decide di reintegrarlo in prima squadra nonostante avesse dato l'addio al calcio per fare il preparatore dei portieri del Bayern. Il 9 dicembre, a causa del contemporaneo infortunio di Ulreich e Früchtl, gioca nella vittoria per 1-0 con l'Eintracht Frankfurt, tenendo la porta inviolata.
I tecnici del Fußball-Club Bayern München, in quell'occasione, hanno preferito lui al giovane portiere dell'under 21 che è rimasto in panchina. Il 1º luglio 2018 si è ritirato dal calcio giocato.

## Statistiche

### Presenze e reti nei club
Statistiche aggiornate al 13 dicembre 2017.
| Stagione                   | Squadra                    | Campionato                 | Campionato | Campionato | Coppe nazionali | Coppe nazionali | Coppe nazionali | Coppe continentali | Coppe continentali | Coppe continentali | Altre coppe | Altre coppe | Altre coppe  | Totale | Totale |
| Stagione                   | Squadra                    | Comp                       | Pres       | Reti       | Comp            | Pres            | Reti            | Comp               | Pres               | Reti               | Comp        | Pres        | Reti         | Pres   | Reti   |
| -------------------------- | -------------------------- | -------------------------- | ---------- | ---------- | --------------- | --------------- | --------------- | ------------------ | ------------------ | ------------------ | ----------- | ----------- | ------------ | ------ | ------ |
| 1999-2000                  | Bayer Leverkusen II        | RLW                        | 1          | -2         | -               | -               | -               | -                  | -                  | -                  | -           | -           | -            | 1      | -2     |
| 2000-2001                  | Bayer Leverkusen II        | OLN                        | 22         | -18        | -               | -               | -               | -                  | -                  | -                  | -           | -           | -            | 22     | -18    |
| 2001-2002                  | Bayer Leverkusen II        | RLN                        | 20         | -30        | -               | -               | -               | -                  | -                  | -                  | -           | -           | -            | 20     | -30    |
| 2002-2003                  | Bayer Leverkusen II        | RLN                        | 22         | -35        | -               | -               | -               | -                  | -                  | -                  | -           | -           | -            | 22     | -35    |
| ago.-dic. 2003             | Bayer Leverkusen II        | OLN                        | 7          | -8         | -               | -               | -               | -                  | -                  | -                  | -           | -           | -            | 7      | -8     |
| gen.-giu. 2004             | Amburgo II                 | RLN                        | 2          | -3         | -               | -               | -               | -                  | -                  | -                  | -           | -           | -            | 2      | -3     |
| 2004-2005                  | Bayer Leverkusen II        | OLN                        | 19         | -15        | -               | -               | -               | -                  | -                  | -                  | -           | -           | -            | 19     | -15    |
| ago.-dic. 2005             | Bayer Leverkusen II        | RLN                        | 5          | -6         | -               | -               | -               | -                  | -                  | -                  | -           | -           | -            | 5      | -6     |
| Totale Bayer Leverkusen II | Totale Bayer Leverkusen II | Totale Bayer Leverkusen II | 96         | -114       |                 | -               | -               |                    | -                  | -                  |             | -           | -            | 96     | -114   |
| 2000-2001                  | Bayer Leverkusen           | BL                         | 0          | 0          | CG+CdL          | 1+0             | -2 + -0         | UCL+CU             | 0                  | 0                  | -           | -           | -            | 1      | -2     |
| 2001-2002                  | Bayer Leverkusen           | BL                         | 0          | 0          | CG+CdL          | 0               | 0               | UCL                | 0                  | 0                  | -           | -           | -            | 0      | 0      |
| 2002-2003                  | Bayer Leverkusen           | BL                         | 0          | 0          | CG+CdL          | 0               | 0               | UCL                | 0                  | 0                  | -           | -           | -            | 0      | 0      |
| ago.-dic. 2003             | Bayer Leverkusen           | BL                         | 0          | 0          | CG              | 1               | -4              | -                  | -                  | -                  | -           | -           | -            | 1      | -4     |
| gen.-giu. 2004             | Amburgo                    | BL                         | 2          | -6         | CG              | -               | -               | -                  | -                  | -                  | -           | -           | -            | 2      | -6     |
| 2004-2005                  | Bayer Leverkusen           | BL                         | 0          | 0          | CG+CdL          | 0+1             | -0 + -1         | UCL                | 0                  | 0                  | -           | -           | -            | 1      | -1     |
| ago.-dic. 2005             | Bayer Leverkusen           | BL                         | 0          | 0          | CG+CdL          | 0               | 0               | CU                 | 0                  | 0                  | -           | -           | -            | 0      | 0      |
| Totale Bayer Leverkusen    | Totale Bayer Leverkusen    | Totale Bayer Leverkusen    | 0          | 0          |                 | 3               | -7              |                    | 0                  | 0                  |             | -           | -            | 3      | -7     |
| gen.-giu. 2006             | Paderborn 07               | 2.BL                       | 17         | -22        | CG              | -               | -               | -                  | -                  | -                  | -           | -           | -            | 17     | -22    |
| 2006-2007                  | Paderborn 07               | 2.BL                       | 30         | -31        | CG              | 2               | -3              | -                  | -                  | -                  | -           | -           | -            | 32     | -34    |
| Totale Paderborn 07        | Totale Paderborn 07        | Totale Paderborn 07        | 47         | -53        |                 | 2               | -3              |                    | -                  | -                  |             | -           | -            | 49     | -56    |
| 2007-2008                  | Duisburg                   | BL                         | 31         | -47        | CG              | 2               | -4              | -                  | -                  | -                  | -           | -           | -            | 33     | -51    |
| 2008-2009                  | Duisburg                   | 2.BL                       | 24         | -22        | CG              | 1               | -1              | -                  | -                  | -                  | -           | -           | -            | 25     | -23    |
| 2009-2010                  | Duisburg                   | 2.BL                       | 31         | -43        | CG              | 3               | -6              | -                  | -                  | -                  | -           | -           | -            | 34     | -49    |
| Totale Duisburg            | Totale Duisburg            | Totale Duisburg            | 86         | -112       |                 | 6               | -11             |                    | -                  | -                  |             | -           | -            | 92     | -123   |
| 2010-2011                  | Hoffenheim                 | BL                         | 25         | -37        | CG              | 3               | -1              | -                  | -                  | -                  | -           | -           | -            | 28     | -38    |
| 2011-2012                  | Hoffenheim                 | BL                         | 33         | -47        | CG              | 3               | -3              | -                  | -                  | -                  | -           | -           | -            | 36     | -50    |
| Totale Hoffenheim          | Totale Hoffenheim          | Totale Hoffenheim          | 58         | -84        |                 | 6               | -4              |                    | -                  | -                  |             | -           | -            | 64     | -88    |
| 2012-2013                  | Bayern Monaco              | BL                         | 3          | 0          | CG              | 1               | 0               | UCL                | 0                  | 0                  | SG          | 0           | 0            | 4      | 0      |
| 2013-2014                  | Bayern Monaco              | BL                         | 2          | -3         | CG              | 0               | 0               | UCL                | 0                  | 0                  | SG+SU+Cmc   | 1+0+0       | -4 + -0 + -0 | 3      | -7     |
| 2014-2015                  | Bayern Monaco              | BL                         | 0          | 0          | CG              | 0               | 0               | UCL                | 0                  | 0                  | SG          | 0           | 0            | 0      | 0      |
| 2015-2016                  | Bayern Monaco              | BL                         | 0          | 0          | CG              | 0               | 0               | UCL                | 0                  | 0                  | SG          | 0           | 0            | 0      | 0      |
| 2016-2017                  | Bayern Monaco              | BL                         | 3          | -5         | CG              | 0               | 0               | UCL                | 0                  | 0                  | SG          | 0           | 0            | 3      | -5     |
| 2017-2018                  | Bayern Monaco              | BL                         | 2          | 0          | CG              | 0               | 0               | UCL                | 0                  | 0                  | SG          | -           | -            | 2      | 0      |
| Totale Bayern Monaco       | Totale Bayern Monaco       | Totale Bayern Monaco       | 10         | -8         |                 | 1               | 0               |                    | 0                  | 0                  |             | 1           | -4           | 12     | -12    |
| Totale carriera            | Totale carriera            | Totale carriera            | 301        | -380       |                 | 18              | -25             |                    | 0                  | 0                  |             | 1           | -4           | 320    | -409   |

## Palmarès

### Competizioni nazionali
- Campionato tedesco: 6

Bayern Monaco: 2012-2013, 2013-2014, 2014-2015, 2015-2016, 2016-2017, 2017-2018
- Coppa di Germania: 3

Bayern Monaco: 2012-2013, 2013-2014, 2015-2016
- Supercoppa di Germania: 2

Bayern Monaco: 2012, 2016

### Competizioni internazionali
- UEFA Champions League: 1

Bayern Monaco: 2012-2013
- Supercoppa UEFA: 1

Bayern Monaco: 2013
- Coppa del mondo per club: 1

Bayern Monaco: 2013